# Seznam členů dvanáctého Knesetu
Tento článek je seznam členů 12. Knesetu, který byl zvolen v volbách do Knesetu 1. listopadu 1988. Jeho funkční období trvalo až do zvolení následujícího (třináctého) Knesetu v roce 1992.
120 členů dvanáctého Knesetu bylo rozděleno podle stranické příslušnosti následovně:
- 40 mandátů Likud
- 39 mandátů Ma'arach
- 6 mandátů Šas
- 5 mandátů Agudat Jisra'el
- 5 mandátů Rac
- 5 mandátů Mafdal
- 4 mandáty Chadaš
- 3 mandáty Techija
- 3 mandáty Mapam
- 2 mandáty Comet
- 2 mandáty Moledet
- 2 mandáty Šinuj
- 2 mandáty Degel ha-Tora
- 1 mandát Progresivní kandidátka za mír
- 1 mandát Arabská demokratická strana

## Seznam poslanců
- poslanecký klub Likud

Abuchacira • Amor • Arens • Begin • Ben Elisar • Doron • Ejtan • Eli • Gadot • Goldberg (odešel do Nové liberál. strany, pak návrat do Likudu) • Goldstein (odešel do Nové liberál. strany) •  Gruper (odešel do Nové liberál. strany) • Hanegbi • Hurvic • Kacav •  Kohen (pak Kleiner) • Korfu • Livnat • Landau • Levy • Lin • Magen • Maca • Meridor • Milo • Moda'i (odešel do Nové liberál. strany) • Netanjahu • Nisim • Olmert • Pat • Perach • Rivlin • Sagui • Šam'aj • Šamir • Šarir (odešel do Nové liberál. strany, pak návrat do Likudu) • Šaron • Šilansky • Šoval (pak Kaufman) • Tichon • Weinstein
- poslanecký klub Ma'arach

Arad • Arbeli-Almozlino • Bar Lev • Bar Zohar • Bar'am • Bejlin • Ben Eliezer • Ben Menachem • Burg • Cur • Eli Dajan • Edri • Eli'av • Gal • Goldman • Efrajim Gur (odešel do Achdut le-Ma'an ha-Šalom ve-ha-Alija) • Mordechaj Gur • Chariš • Hilel • Kac-Oz • Kesar • Kohen • Liba'i • Masálaha • Mejrom • Namir • Navon • Peres • Perec • Rabin • Ramon • Šachal • Šitrit • Šochat • Solodar • Weiss • Weizman (pak Taríf) • Ja'akobi • Zisman
- poslanecký klub Šas

Azran • Dajan • Gamli'el • Levy • Perec (odešel do Morija) • Pinchasi
- poslanecký klub Agudat Jisra'el

Feldman • Halpert • Mizrachi (odešel do Ge'ulat Jisra'el) • Poruš • Verdiger
- poslanecký klub Rac

Aloni • Kohen • Sarid • Viršubski • Zucker
- poslanecký klub Národní náboženská strana

Bibi • Hammer • Levy • Porat • Šaki
- poslanecký klub Chadaš

Biton (odešel mezi nezařazené, pak Černí panteři) • Túbí (pak Gožansky) • Vilner (pak Mach'amid) • Zi'ad (pak Nafáa)
- poslanecký klub Techija

Kohen • Ne'eman (pak Šafat) • Waldman (pak Ha'ecni)
- poslanecký klub Mapam

Caban • Fáris • Oron
- poslanecký klub Comet

Cidon • Ejtan
- poslanecký klub Moledet

Šprincak • Ze'evi
- poslanecký klub Šinuj

Poraz • Rubinstein
- poslanecký klub Degel ha-Tora

Gafni • Ravic
- poslanecký klub Progresivní kandidátka za mír

Míárí
- poslanecký klub Arabská demokratická strana

Darávaša
- poznámka:

abecední řazení, nikoliv podle pozice na kandidátní listině